# 新伍とんでけ捕物帳
『新伍とんでけ捕物帳』（しんごとんでけとりものちょう）は、1977年（昭和52年）10月2日から12月25日までTBS系列局で放送されていた毎日放送製作のコメディ番組である。全13回。放送時間は毎週日曜 12:00 - 12:45 （日本標準時）。

## 概要
山城新伍主演のコメディ番組で、オープン間もない東映太秦映画村のホール会場（中村座）で時代劇コメディを展開していた。クライマックスでは、映画村のオープンセット内で収録した殺陣をVTRで披露していた。

## 出演者
- 山城新伍
- 千葉真一
- 志穂美悦子
- 山田隆夫
- ほか

## ネット局
- 毎日放送（製作局）
- TBS
- 北海道放送
- 青森テレビ
- 岩手放送
- 東北放送
- 福島テレビ
- 新潟放送
- 富山テレビ
- 北陸放送
- テレビ山梨
- 信越放送
- 静岡放送

- 中部日本放送
- 山陰放送
- 山陽放送
- 中国放送
- テレビ山口
- テレビ高知
- RKB毎日放送
- 長崎放送
- 熊本放送
- 大分放送
- 宮崎放送
- 南日本放送
- 琉球放送